# Alba Iulia
Alba Iulia (ungerska: Gyulafehérvár, tyska: Karlsburg) är en stad (municipiu) i landskapet Transsylvanien i Rumänien och är belägen cirka 270 kilometer nordväst om huvudstaden Bukarest. Alba Iulia är residensstad i länet Alba och hade cirka 55 000 invånare vid folkräkningen 2011.

## Historia
På dess plats fanns redan på järnåldern bebyggelse och under den romerska tiden grundades staden Apullum här som var högkvarter för Legio XIII Gemina. 
Från och med 900-talet var Transsylvanien ungerskt och under flera perioder Gyulafehérvár dess politiska centrum. 
Här hölls transsylvanska riksdagar och här valde man många nya furstar för Transsylvanien. Staden har anknytning till många stora namn i Ungerns historia, bl.a. kung András III och vojvoderna/furstarna János Hunyadi, Gábor Bethlen, György Rákóczi I, Ferenc Rákóczi II. Efter ett militärt seger förklarades Valakiets vojvod Mihai Viteazul här som furste av Transsylvanien, vilket han var under två år, 1599-1601.
Efter första världskriget ockuperade Rumänien (då bestående av Valakiet och Moldova) stora områden av Ungern och under ett massmöte här den 1 december 1918 antogs en resolution om Transsylvaniens anslutning till den rumänska staten. Här kröntes Ferdinand I av Rumänien den 15 oktober 1922 till "alla rumäners konung".
Under medeltiden omgärdades staden med murar som åren 1716–1735 återuppbyggdes och förstärktes till en befästning med sju bastioner. Den gamla staden innanför murarna utgör idag ett historiskt centrum i dagens Alba Iulia. 
Staden har alltid haft stor religiös och politisk betydelse både för den rumänska och den ungerska befolkningen.